# Pyrola (musikalbum)
Pyrola är ett musikalbum med Qoph, släppt den 15 maj 2004. På den japanska utgåvan (Disk Union) som släpptes 2005 finns låten "Anticipations" med som bonusspår, på vilket Mats Öberg (Mats/Morgan Band) gästar på moog.

## Låtförteckning
1. "Woodrose" - 5:19
2. "Half of everything" - 6:28
3. "Korea" - 10:01
4. "Travel candy" - 5:40
5. "Stand my ground" - 6:26
6. "Moontripper" - 4:39
7. "Fractions" - 14:03

## Musiker
- Robin Kvist - sång
- Filip Norman - gitarr
- Federico de Costa - trummor
- Patrik Persson - bas

## Gästmusiker
- Joakim Svalberg - clavinet och moog, (på "Stand My Ground")
- Mats Öberg - moog och sång, (på "Korea")
- Nicklas Barker - mellotron, (på "Moontripper" och "Korea")
- Simon Steensland - theremin, (på "Travel Candy")
- Per Wikström - percussion
- Dennis Berg - electronic bite alarm, (på "Half of Everything")

### Produktion
- Per Wikström - ljudtekniker